# 1911年官方機密法令
1911年官方機密法令（英語：Official Secrets Act 1911）是英國國會的一項法令，旨在取代《1889年官方機密法令》。
該法令的制定是為了回應公眾對大規模間諜活動報導的警覺，其中一部分是由流行小說及戲劇煽起的，當時德國海軍正迅速擴張，一些小說及戲劇將「來自德國的威脅」戲劇化。該法令的規定範圍很廣，任何報告或描繪軍事、海軍或防空設施的草圖，或窩藏涉嫌收集此類情報的人，都會處以重罰。
該法令已經過多次修訂；其中最重要的是，該法令第2條中「包羅萬象」的條文已由《1989年官方機密法令》廢除並代以其他條文。該法令適用於英國、萌島、海峽群島以及海外皇家領地及殖民地。它也適用於世界其他任何地方的英籍人士。 《1963年官方機密法令》第3條為愛爾蘭共和國廢除了該法令。

## 外部連結
- The Official Secrets Act 1911 （页面存档备份，存于）, as amended, from the National Archives.
- The Official Secrets Act 1911 （页面存档备份，存于）, as originally enacted, from the National Archives.

### 國會辯論
- http://hansard.millbanksystems.com/lords/1911/jul/17/official-secrets-bill-hl （页面存档备份，存于）
- http://hansard.millbanksystems.com/lords/1911/jul/25/official-secrets-bill-hl （页面存档备份，存于）
- http://hansard.millbanksystems.com/lords/1911/aug/01/official-secrets-bill-hl （页面存档备份，存于）
- http://hansard.millbanksystems.com/lords/1911/aug/02/official-secrets-bill-hl （页面存档备份，存于）
- http://hansard.millbanksystems.com/commons/1911/aug/17/official-secrets-bill-lords （页面存档备份，存于）
- http://hansard.millbanksystems.com/commons/1911/aug/18/official-secrets-bill-lords （页面存档备份，存于）
- http://hansard.millbanksystems.com/commons/1911/aug/18/clause-1-penalties-for-spying （页面存档备份，存于）
- http://hansard.millbanksystems.com/lords/1911/aug/18/official-secrets-bill-hl （页面存档备份，存于）
- http://hansard.millbanksystems.com/commons/1911/aug/22/royal-assent （页面存档备份，存于）